# La Fille du RER
Pour plus de détails, voir Fiche technique et Distribution.
La Fille du RER est un film français d'André Téchiné sorti en 2009.
Il s'inspire de la pièce de Jean-Marie Besset, RER, traitant (notamment) d'un fait divers : le vendredi 9 juillet 2004, une jeune fille, Marie-Léonie Leblanc, déclare à la police avoir été victime d’une agression à caractère antisémite sur la ligne D du RER. Dès le lendemain soir, son témoignage provoque une vague d’indignation dans le milieu politique et associatif, et bénéficie d’une couverture médiatique importante. Trois jours plus tard, elle reconnaît avoir tout inventé.

## Synopsis
Une jeune fille fait du roller. Un jeune homme la suit et cherche à la séduire. Ils se revoient. Il fait de la lutte, elle vit chez sa mère et cherche un travail. Elle n'a pas pu en trouver dans le cabinet d'un avocat que sa mère a connu. Un jour, Franck trouve un travail de gardien qui leur permet de vivre ensemble. Mais il se fait agresser et la vie de Jeanne bascule.

## Fiche technique
- Réalisation : André Téchiné
- Scénario : André Téchiné, Odile Barski, Jean-Marie Besset
- Musique : Philippe Sarde
- Photographie : Julien Hirsch
- Montage : Martine Giordano
- Format : couleur - 1,85:1 - Dolby Digital - 35 mm
- Langue : français
- Durée : 105 minutes
- Dates de sorties :
  - France et Belgique : 18 mars 2009
  - Pays-Bas : 18 juin 2009

## Distribution
- Émilie Dequenne : Jeanne
- Michel Blanc : Samuel Bleistein
- Catherine Deneuve : Louise (la mère de Jeanne)
- Nicolas Duvauchelle : Franck
- Mathieu Demy : Alex (le fils de Samuel)
- Ronit Elkabetz : Judith
- Jérémie Quaegebeur : Nathan (le fils d'Alex et Judith)
- Djibril Pavadé : Tom
- Alain Cauchi : Marius
- Arnaud Valois : Gaby le dealer
- Benoit Solès : le jeune avocat

## Réception critique
Pour Le Monde, « le film s'évertue au contraire à rester à la surface des choses et des êtres, misant tout sur sa vivacité d'exécution et sa force d'entraînement. Au risque de passer, à l'image de son héroïne, pour une coquille vide ».